# Patagonotothen wiltoni
Patagonotothen wiltoni és una espècie de peix pertanyent a la família dels nototènids.

## Descripció
- Pot arribar a fer 13 cm de llargària màxima.
- És marró al dors i marró clar al ventre. Presenta franges transversals fosques de color marró i una taca negra a la port posterior de la membrana de la primera aleta dorsal.
- Les vores de la segona aleta dorsal, l'anal i la caudal són fosques.
- Té una franja fosca a la base de l'aleta caudal.
- 5 espines i 36 radis tous a l'aleta dorsal i cap espina i 33 radis tous a l'anal.[6][7]

## Hàbitat
És un peix d'aigua marina, bentopelàgic i de clima temperat (50°S-56°S).

## Distribució geogràfica
Es troba a l'Atlàntic sud-occidental: la Patagònia argentina, l'estret de Magallanes i la Terra del Foc.

## Observacions
És inofensiu per als humans.